# Portoryko na Letnich Igrzyskach Olimpijskich 2016
Portoryko na Letnich Igrzyskach Olimpijskich 2016 reprezentowało 40 zawodników: trzynastu mężczyzn i dwadzieścia siedem kobiet. Był to osiemnasty start reprezentacji Portoryko na letnich igrzyskach olimpijskich.

## Zdobyte medale
| Medal | Zawodnik    | Dyscyplina | Konkurencja           | Rezultat                                                      | Data        |
| ----- | ----------- | ---------- | --------------------- | ------------------------------------------------------------- | ----------- |
| Złoto | Mónica Puig | Tenis      | gra pojedyncza kobiet | W finale pokonała reprezentantkę Niemiec Angelique Kerber 2:1 | 13 sierpnia |

## Skład kadry

### Boks
Mężczyźni
| Zawodnik        | Konkurencja | 1/16             | 1/8              | Ćwierćfinał      | Półfinał         | Finał            | Finał   | Źródło |
| Zawodnik        | Konkurencja | Przeciwnik Wynik | Przeciwnik Wynik | Przeciwnik Wynik | Przeciwnik Wynik | Przeciwnik Wynik | Miejsce | Źródło |
| --------------- | ----------- | ---------------- | ---------------- | ---------------- | ---------------- | ---------------- | ------- | ------ |
| Jeyvier Cintrón | waga musza  | Sattybajew P 1-2 | NQ               | NQ               | NQ               | NQ               | NQ      | [ 2 ]  |

### Jeździectwo
WKKW
| Zawodnik      | Konkurencja        | Koń                     | Ujeżdżenie | Cross country | Skoki (runda kwalifikacyjna) | Razem  | Skoki (runda finałowa) | Finał  | Pozycja | Źródło |
| ------------- | ------------------ | ----------------------- | ---------- | ------------- | ---------------------------- | ------ | ---------------------- | ------ | ------- | ------ |
| Lauren Billys | WKKW indywidualnie | Castle Larchfield Purdy | 56,00      | 88,40         | 11,00                        | 155,40 | NQ                     | 155,40 | 44.     | [ 3 ]  |

### Judo
Kobiety
| Zawodniczka    | Konkurencja | 1/16                | 1/8                 | Ćwierćfinał         | Półfinał            | Repasaże            | Finał / 3.miejsce   | Finał / 3.miejsce | Źródła |
| Zawodniczka    | Konkurencja | Przeciwniczka Wynik | Przeciwniczka Wynik | Przeciwniczka Wynik | Przeciwniczka Wynik | Przeciwniczka Wynik | Przeciwniczka Wynik | Pozycja           | Źródła |
| -------------- | ----------- | ------------------- | ------------------- | ------------------- | ------------------- | ------------------- | ------------------- | ----------------- | ------ |
| María Pérez    | −70 kg      | Matić W 011-000     | Alvear P 000-000    | NQ                  | NQ                  | NQ                  | NQ                  | NQ                | [ 4 ]  |
| Melissa Mojica | +78 kg      | BYE                 | Sayit P 000-102     | NQ                  | NQ                  | NQ                  | NQ                  | NQ                | [ 5 ]  |

### Kolarstwo

#### Kolarstwo szosowe
| Zawodnik        | Konkurencja                    | Czas | Pozycja | Źródło |
| --------------- | ------------------------------ | ---- | ------- | ------ |
| Brian Babilonia | wyścig ze startu wspólnego (m) | DNF  | DNF     | [ 6 ]  |

### Lekkoatletyka
Mężczyźni
Konkurencje biegowe
| Zawodnik       | Konkurencja        | Eliminacje | Eliminacje | Półfinał | Półfinał | Finał | Finał   | Źródło |
| Zawodnik       | Konkurencja        | Wynik      | Miejsce    | Wynik    | Miejsce  | Wynik | Miejsce | Źródło |
| -------------- | ------------------ | ---------- | ---------- | -------- | -------- | ----- | ------- | ------ |
| Andrés Arroyo  | 800 m              | 1:46,17    | 11.        | 1:46,74  | 22.      | NQ    | NQ      | [ 7 ]  |
| Wesley Vázquez | 800 m              | 1:46,96    | 23.        | NQ       | NQ       | NQ    | NQ      | [ 7 ]  |
| Eric Alejandro | 400 m przez płotki | 49,54      | 23.        | 49,95    | 23.      | NQ    | NQ      | [ 8 ]  |
| Javier Culson  | 400 m przez płotki | 48,53      | 3.         | 48,46    | 4.       | NQ    | NQ      | [ 8 ]  |

Konkurencje techniczne
| Zawodnik             | Konkurencja | Kwalifikacje | Kwalifikacje | Finał | Finał   | Źródło |
| Zawodnik             | Konkurencja | Wynik        | Miejsce      | Wynik | Miejsce | Źródło |
| -------------------- | ----------- | ------------ | ------------ | ----- | ------- | ------ |
| Joel Castro          | skok wzwyż  | 2,26         | 12.          | 2,25  | 13.     | [ 9 ]  |
| David Adley Smith II | skok wzwyż  | 2,26         | 23.          | NQ    | NQ      | [ 9 ]  |

Kobiety
Konkurencje biegowe
| Zawodnik              | Konkurencja        | Eliminacje | Eliminacje | Półfinał | Półfinał | Finał   | Finał   | Źródło |
| Zawodnik              | Konkurencja        | Wynik      | Miejsce    | Wynik    | Miejsce  | Wynik   | Miejsce | Źródło |
| --------------------- | ------------------ | ---------- | ---------- | -------- | -------- | ------- | ------- | ------ |
| Celiangeli Morales    | 200 m              | 23,00      | 29.        | NQ       | NQ       | NQ      | NQ      | [ 10 ] |
| Jasmine Camacho-Quinn | 100 m przez płotki | 12,70      | 3.         | DSQ      | DSQ      | NQ      | NQ      | [ 11 ] |
| Grace Claxton         | 400 m przez płotki | 56,40      | 23.        | 55,85    | 14.      | NQ      | NQ      | [ 12 ] |
| Beverly Ramos         | maraton            | N/A        | N/A        | N/A      | N/A      | 2:43:52 | 71.     | [ 13 ] |

Konkurencje techniczne
| Zawodniczka     | Konkurencja   | Kwalifikacje | Kwalifikacje | Finał | Finał   | Źródło |
| Zawodniczka     | Konkurencja   | Wynik        | Miejsce      | Wynik | Miejsce | Źródło |
| --------------- | ------------- | ------------ | ------------ | ----- | ------- | ------ |
| Diamara Planell | skok o tyczce | 4,15         | 29.          | NQ    | NQ      | [ 14 ] |

Siedmiobój
| Zawodniczka    | Konkurencja | 100H  | HJ   | SP    | 200 m | LJ   | JT    | 800 m   | Razem | Pozycja | Źródło |
| -------------- | ----------- | ----- | ---- | ----- | ----- | ---- | ----- | ------- | ----- | ------- | ------ |
| Alysbeth Félix | Rezultat    | 14,07 | 1,68 | 11,36 | 24,74 | 6,22 | 40,17 | 2:15,32 | 5805  | 26.     | [ 15 ] |
| Alysbeth Félix | Punkty      | 968   | 830  | 619   | 911   | 918  | 671   | 888     | 5805  | 26.     | [ 15 ] |

### Pływanie
| Zawodniczka    | Konkurencja          | Eliminacje | Eliminacje | Półfinał | Półfinał | Finał | Finał   | Źródło |
| Zawodniczka    | Konkurencja          | Czas       | Miejsce    | Czas     | Miejsce  | Czas  | Miejsce | Źródło |
| -------------- | -------------------- | ---------- | ---------- | -------- | -------- | ----- | ------- | ------ |
| Vanessa García | 50 m dowolnym kobiet | 24,94      | 22.        | NQ       | NQ       | NQ    | NQ      | [ 16 ] |

### Podnoszenie ciężarów
| Zawodnik    | Konkurencja   | Rwanie | Rwanie  | Podrzut | Podrzut | Razem  | Pozycja | Źródło |
| Zawodnik    | Konkurencja   | Wynik  | Pozycja | Wynik   | Pozycja | Razem  | Pozycja | Źródło |
| ----------- | ------------- | ------ | ------- | ------- | ------- | ------ | ------- | ------ |
| Lely Burgos | −53 kg kobiet | 72 kg  | 9.      | 90 kg   | 8.      | 162 kg | 9.      | [ 17 ] |

### Siatkówka
- Reprezentacja kobiet

| - Debora Seilhamer - Shara Venegas - Vilmarie Mojica - Yarimar Rosa - Stephanie Enright - Áurea Cruz |  | - Diana Reyes - Karina Ocasio - Natalia Valentin - Daly Santana - Alexandra Oquendo - Linda Morales |

| Drużyna   | Konkurencja | Faza grupowa          | Faza grupowa     | Faza grupowa     | Faza grupowa     | Faza grupowa     | Faza grupowa | Ćwierćfinały     | Półfinały        | Finał            | Pozycja | Źródło |
| Drużyna   | Konkurencja | Przeciwnik Wynik      | Przeciwnik Wynik | Przeciwnik Wynik | Przeciwnik Wynik | Przeciwnik Wynik | Pozycja      | Przeciwnik Wynik | Przeciwnik Wynik | Przeciwnik Wynik | Pozycja | Źródło |
| --------- | ----------- | --------------------- | ---------------- | ---------------- | ---------------- | ---------------- | ------------ | ---------------- | ---------------- | ---------------- | ------- | ------ |
| Portoryko | kobiety     | Stany Zjednoczone 0:3 | Serbia 0:3       | Chiny 0:3        | Holandia 0:3     | Włochy 0:3       | 6.           | NQ               | NQ               | NQ               | NQ      | [ 18 ] |

### Skoki do wody
Mężczyźni
| Zawodnik        | Konkurencja              | Preeliminacje | Preeliminacje | Półfinał | Półfinał | Finał  | Finał   | Źródło |
| Zawodnik        | Konkurencja              | Punkty        | Miejsce       | Punkty   | Miejsce  | Punkty | Miejsce | Źródło |
| --------------- | ------------------------ | ------------- | ------------- | -------- | -------- | ------ | ------- | ------ |
| Rafael Quintero | wieża 10 m indywidualnie | 456,55        | 10.           | 471,20   | 7.       | 485,35 | 7.}     | [ 19 ] |

### Taekwondo
| Zawodnik       | Konkurencja               | 1/8              | Ćwierćfinał      | Półfinał         | Repesaż          | Finał/3.miejsce  | Finał/3.miejsce | Źródło |
| Zawodnik       | Konkurencja               | Przeciwnik Wynik | Przeciwnik Wynik | Przeciwnik Wynik | Przeciwnik Wynik | Przeciwnik Wynik | Pozycja         | Źródło |
| -------------- | ------------------------- | ---------------- | ---------------- | ---------------- | ---------------- | ---------------- | --------------- | ------ |
| Crystal Weekes | waga powyżej 67 kg kobiet | Galloway P 0-5   | NQ               | NQ               | NQ               | NQ               | NQ              | [ 20 ] |

### Tenis stołowy
| Zawodnik       | Konkurencja        | Eliminacje       | Runda 1          | Runda 2          | Runda 3          | 1/8 finału       | Ćwierćfinały     | Półfinały        | Finał            | Finał   | Źródło |
| Zawodnik       | Konkurencja        | Przeciwnik Wynik | Przeciwnik Wynik | Przeciwnik Wynik | Przeciwnik Wynik | Przeciwnik Wynik | Przeciwnik Wynik | Przeciwnik Wynik | Przeciwnik Wynik | Pozycja | Źródło |
| -------------- | ------------------ | ---------------- | ---------------- | ---------------- | ---------------- | ---------------- | ---------------- | ---------------- | ---------------- | ------- | ------ |
| Brian Afanador | gra pojedyncza (m) | Saka W 4-3       | Assar P 2-4      | NQ               | NQ               | NQ               | NQ               | NQ               | NQ               | NQ      | [ 21 ] |
| Adriana Díaz   | gra pojedyncza (k) | BYE              | Oshonaike W 4-2  | Li Xue P 0-4     | NQ               | NQ               | NQ               | NQ               | NQ               | NQ      | [ 22 ] |

### Tenis ziemny
| Zawodnik    | Konkurencja | 1/32                    | 1/16                           | 1/8                       | Ćwierćfinały               | Półfinały                     | Finał                        | Finał   | Źródło |
| Zawodnik    | Konkurencja | Przeciwnik Wynik        | Przeciwnik Wynik               | Przeciwnik Wynik          | Przeciwnik Wynik           | Przeciwnik Wynik              | Przeciwnik Wynik             | Pozycja | Źródło |
| ----------- | ----------- | ----------------------- | ------------------------------ | ------------------------- | -------------------------- | ----------------------------- | ---------------------------- | ------- | ------ |
| Mónica Puig | singel (k)  | Hercog W 2-0 (6:3, 6:2) | Pawluczenkowa W 2-0 (6:3, 6:2) | Muguruza W 2-0 (6:1, 6:1) | Siegemund W 2-0 (6:1, 6:1) | Kvitová W 2-0 (6:4, 1:6, 6:3) | Kerber W 2-0 (6:4, 4:6, 6:1) | złoto   | [ 23 ] |

### Triathlon
| Zawodnik      | Konkurencja | Pływanie (1,5 km) | Zmiana 1 | Jazda na rowerze (40 km) | Zmiana 2 | Bieg (10 km) | Czas    | Pozycja | Źródło |
| ------------- | ----------- | ----------------- | -------- | ------------------------ | -------- | ------------ | ------- | ------- | ------ |
| Manuel Huerta | mężczyźni   | 18:19             | 0:48     | 58:01                    | 0:32     | 33:28        | 1:53:22 | 43.     | [ 24 ] |

### Zapasy
Mężczyźni – styl wolny
| Zawodnik       | Konkurencja | Kwalifikacje     | 1/8              | Ćwierćfinał      | Półfinał         | Repesaż 1        | Repesaż 2        | Finał/3. miejsce | Finał/3. miejsce | Źródło |
| Zawodnik       | Konkurencja | Przeciwnik Wynik | Przeciwnik Wynik | Przeciwnik Wynik | Przeciwnik Wynik | Przeciwnik Wynik | Przeciwnik Wynik | Przeciwnik Wynik | Pozycja          | Źródło |
| -------------- | ----------- | ---------------- | ---------------- | ---------------- | ---------------- | ---------------- | ---------------- | ---------------- | ---------------- | ------ |
| Franklin Gómez | −65 kg      | BYE              | Nowaczkow W 3-1  | Navruzov P 1-3   | NQ               | NQ               | NQ               | NQ               | 9.               | [ 25 ] |
| Jaime Espinal  | −86 kg      | BYE              | Yaşar P 1-3      | NQ               | NQ               | N/A              | Salas P 1-3      | NQ               | 11.              | [ 26 ] |